# جوديث مونك
جوديث مونك (بالإنجليزية: Judith Munk)‏ هي فنانة أمريكية، ولدت في 10 أبريل 1925 في سان غابريل في الولايات المتحدة، وتوفيت في 19 مايو 2006.